# Blanca Llum Vidal
Blanca Llum Vidal (Barcelona, 3 de febrero de 1986) es una poeta  catalana. Ha publicado los poemarios La cabra que hi havia (Documenta Balear, 2009), Nosaltres i tu (Lleonard Muntaner, 2011), Homes i ocells  (Club Editor, 2012) y Visca! (Documenta Balear, 2012). Ha editado la poesía completa de Àngel Guimerà (Ediciones de 1984, 2010) y Les dues Catalunyes de Ángel Carmona (Lleonard Muntaner Editor, 2010).
Ha participado en varios libros colectivos. Los últimos: Màscares i reclams, vint dones poetes interpreten Montserrat Abelló (Curbet Ediciones, 2012) y Ningú no ens representa, poetes emprenyats (Editorial Setzevents, 2011). Los últimos textos que ha escrito sobre otros autores versan sobre el Tractat sobre l’amor heroic de Arnau de Vilanova, El ansia de la pandorga de Orlando Guillén y Tres sorores de Salvador Espriu.

## Obra
- La cabra que hi havia. Palma de Mallorca: Documenta Balear, 2009
- Nosaltres i tu. Palma de Mallorca: Documenta Balear, 2011
- Homes i ocells. Barcelona: Club Editor, 2012
- Visca! Palma de Mallorca: Documenta Balear, 2013
- Punyetera flor. Barcelona: LaBreu Edicions, 2014
- Maripasoula: Crònica d’un viatge a  francesa: Tushita Edicions, 2015.
- Aquest amor que no és u. Barcelona: Ultramarinos Editorial, 2018. Texto bilingüe en traducción de Berta García Faet.